# Déclaration des droits de la femme et de la citoyenne
 (juillet 2019).
Lire en ligne

Texte sur Wikisource

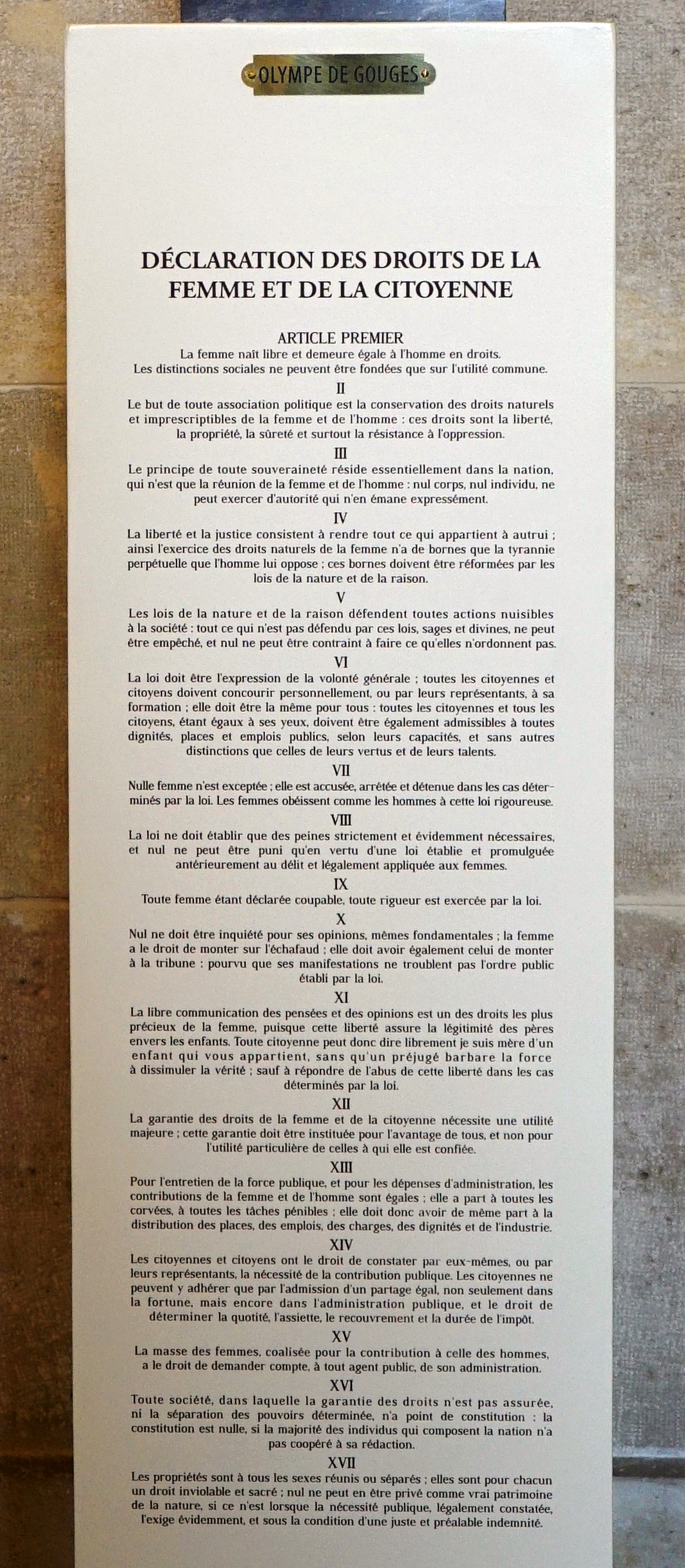
La déclaration sur plaque de marbre à l'Assemblée nationale française (palais Bourbon).

La Déclaration des droits de la femme et de la citoyenne est un projet de texte législatif français, exigeant la pleine assimilation légale, politique et sociale des femmes, rédigé le 14 septembre 1791. Il est écrit par l’écrivaine Olympe de Gouges sur le modèle de la Déclaration des droits de l'homme et du citoyen proclamée le 26 août 1789, et est publié dans la brochure Les Droits de la femme, adressée à la reine Marie-Antoinette,.
Premier document à évoquer l’égalité juridique et légale des femmes par rapport aux hommes, elle est rédigée dans le but d’être présentée à l’Assemblée législative mais reste à l'état de projet, ne rencontrant pas d'écho favorable chez les députés. Et, constitue un pastiche critique de la Déclaration des droits de l’homme et du citoyen, afin d'obtenir pour les femmes l'accès à la citoyenneté. Dans le contexte de la proclamation de la première constitution, Olympe de Gouges y défend, non sans ironie à l’égard des préjugés masculins, la cause des femmes, écrivant ainsi que « la femme naît libre et demeure égale à l’homme en droits ».

## Origines
L’évolution du concept de droits humains se manifeste lors de la période de la philosophie des Lumières, notamment grâce aux idées des encyclopédistes, bien que cette notion soit lancée pour la première fois en 1689 par le Bill of Rights, en Grande-Bretagne, suivi en 1776 par la Déclaration des droits de l'État de Virginie, puis à la Révolution par la Déclaration des droits de l'homme et du citoyen de 1789.
Le terme « hommes » englobe à l'époque bien l'ensemble de l'humanité, hommes comme femmes (en latin Homo) désigne l'espèce sans distinction de sexe, car l'objet de la DDHC est d'abolir les servitudes féodales et les privilèges après la Grande Peur de l'été 1789. Les droits concernent donc les individus des deux sexes.
La question de l'accès à la citoyenneté n'intervient que plusieurs mois plus tard dans les débats. À ce moment, l'Assemblée tranche en faveur d'une conception capacitaire de la citoyenneté qu'on appelle l'électorat-fonction : ne doivent être citoyens que ceux qui sont jugés capables d'exercer cette fonction. Sont ainsi définis des critères d'accès à la citoyenneté, dont certains sont toujours valables de nos jours, comme le critère d'âge : les mineurs sont considérés comme inaptes à voter, car incapables de choix éclairés par la raison. À l'époque sont concernés tous les individus ayant moins de 25 ans.
L'idée maîtresse est le critère d'indépendance et l'autonomie de jugement. Ainsi, les fous sont exclus du corps électoral, car ils sont dépourvus de raison : ils peuvent voter en dépit du bon sens et donc mal employer cette responsabilité politique considérable qu'est le droit de vote. Il en va de même des domestiques, considérés comme soumis à leur maître : risquent-ils de voter selon les consignes de ce dernier ? D'âpres discussions ont lieu à propos du vote censitaire qui est finalement retenu : celui-ci vise à ne retenir comme électeurs que les individus payant une somme d'impôt minimal, c'est-à-dire participant au budget commun de la nation. L'exclusion des marginaux et des très pauvres vise aussi à éviter que certains ne soient tentés de monnayer leur suffrage.
En revanche, l'Assemblée ne débat guère de la question du vote féminin. Pour tous, il est acquis que la sphère publique appartient aux hommes, conformément aux usages et aux mœurs de l'époque. D'ailleurs, les révolutionnaires prennent l'Antiquité gréco-romaine pour modèle et développent une conception de la citoyenneté liée aux obligations militaires envers la patrie : c'est l'idéal du soldat-citoyen, suivant lequel les droits politiques sont imbriqués au devoir militaire. À Rome comme à Athènes, les citoyens ont le devoir de défendre la patrie, jusqu'au sacrifice de leur vie. L'une des origines sémantiques du mot publicum (l'intérêt public, qui concerne l’État) est le terme latin pubes, qui fait référence à l'homme adulte et aux poils. Ainsi, dès l'Antiquité, la citoyenneté est à l'origine la chose des individus mâles, ceux en âge et en situation de porter les armes pour protéger la cité contre ses ennemis. Parce qu'ils versent leur sang pour la patrie, ces hommes disposent de droits politiques. À la Révolution comme dans l'Antiquité, l'usage veut que la guerre concerne les seuls individus de sexe masculin - les femmes devant être d'autant plus protégées de la mort qu'elles ont le privilège exclusif de donner la vie.
Ainsi, la définition de la citoyenneté à la Révolution obéit à des critères parfaitement rationnels pour la société du XVIIIe siècle. Les femmes ne sont pas la seule catégorie d'individus exclus de la citoyenneté. Cette exclusion ne remet absolument pas en cause l'article 1 de la DDHC qui s'adresse bien à l'ensemble de l'humanité, c'est-à-dire aux individus des deux sexes. De plus, si les femmes restent privées de droits politiques, elles jouissent en revanche de droits civils (droit de se marier, de divorcer, de transmettre ses biens, de créer une entreprise, etc.).
La rédaction par Olympe de Gouges de sa Déclaration des droits de la femme et de la citoyenne s'inscrit dans le contexte des débats sur l'accès à la citoyenneté du projet de constitution de 1791. Elle cherche à obtenir une extension du droit de suffrage en faveur des femmes.

## Analyse
S’inspirant étroitement de la Déclaration des droits de l’homme et du citoyen, la Déclaration des droits de la femme et de la citoyenne se compose également d’un préambule (adressé à Marie-Antoinette), de 17 articles, et d'un postambule. Il ne s’agit pas simplement d’un contre-projet pour les femmes. Il est clair que la nation est formée par les deux sexes en commun (art. III). Dans nombre d’endroits, Olympe de Gouges a remplacé « l’homme » par « la femme et l’homme », pour rendre claire la concordance entre les deux sexes. L’article VII énonce fermement qu’aucun droit spécial n'existe pour les femmes : « Nulle femme n’est exceptée ; elle est accusée, arrêtée, et détenue dans les cas déterminés par la Loi. »
Alors que, dans les articles I et II, les revendications correspondent largement à la liberté, l’égalité, la sécurité, le droit à la propriété et le droit de résister à l’oppression, la notion de liberté chez de Gouges se différencie de la définition antinomique de 1789 (« La liberté consiste à faire tout ce qui ne nuit pas à autrui »). L’article IV dispose en effet que « La liberté et la justice consistent à rendre tout ce qui appartient à autrui ». Ainsi, la liberté est liée à la justice et les femmes veulent moins un accroissement de leurs libertés que les droits naturels qui leur échoient à la naissance.
La Déclaration des droits de la femme et de la citoyenne dévie également considérablement de la Déclaration des droits de l’homme et du citoyen, comme dans l’article XI où la liberté de pensée et d’opinion doit spécifiquement permettre aux mères, selon de Gouges, de « dire librement, je suis mère d’un enfant qui vous appartient, sans qu’un préjugé barbare la force à dissimuler la vérité ».
Un principe premier selon Olympe de Gouges est que l’identité des devoirs doit entraîner celle des droits (par exemple, l’imposition) (art. XIII à XV). Elle réclamait un traitement égalitaire envers les femmes dans tous les domaines de la vie, tant publics que privés : avoir droit au vote et à la propriété privée, pouvoir prendre part à l’éducation et à l’armée, et exercer des charges publiques, en arrivant même à demander l’égalité de pouvoir dans la famille et dans l’Église. La phrase la plus célèbre de sa Déclaration est : « La Femme a le droit de monter sur l’échafaud ; elle doit avoir également celui de monter à la Tribune » (art. X).
Les hommes qui dirigent la Révolution sont, à de rares exceptions, même pour les plus radicaux d’entre eux, loin de partager cette approche féministe. Son opposition à la peine de mort, son soutien affiché aux Girondins après leur chute, entre autres, lui vaudra d’être arrêtée et guillotinée le 3 novembre 1793.

## Portée et postérité
La Déclaration des droits de la femme et de la citoyenne n'est pas le premier texte à réclamer l'égalité civile et politique des femmes avec les hommes. Un an auparavant, dans un article publié le 3 juillet 1790, Sur l'admission des femmes au droit de cité, le philosophe Condorcet écrit un plaidoyer en faveur de l'accès à la citoyenneté pour les femmes qu'il estime autant capables d'exercer ce droit que les hommes.
La Déclaration d'Olympe de Gouges ne parait qu’en cinq exemplaires en septembre 1791 et reste à l’état de projet, car elle ne provoque chez les députés que quelques sarcasmes ou de l'indifférence. Il faut attendre 1840 pour que quelques extraits soient publiés, et l'intégralité du texte ne l'est qu'en 1986, par Benoîte Groult.